# Nemocnice na kraji města po dvaceti letech
Nemocnice na kraji města po dvaceti letech je pokračování seriálu Nemocnice na kraji města, které v letech 2003 a 2004 natočil režisér Hynek Bočan. Scénář napsal Petr Zikmund.
I v této sérii se děj seriálu odehrává v borské nemocnici a popisuje spletité životní cesty hlavních hrdinů – především lékařů Čeňkové, Blažeje, Králové, Machovce, Sovy ml. a dalších, ale i ostatních postav – vrchní sestry Pěnkavové, Iny, Blažejových dětí atd.

## Hrají

### Rodina Blažejova a Bártova
- Josef Abrhám – MUDr. Arnošt Blažej
- Andrea Čunderlíková – Ina Blažejová
- Ondřej Brousek – Jan Blažej
- Saša Rašilov ml. – MUDr. Arnošt Blažej ml.
- Tatiana Vilhelmová – Veronika Blažejová
- Hana Maciuchová – paní Bártová (dříve Blažejová)
- Petr Štěpánek – JUDr. Bárta

### Rodina Sovova
- Ladislav Frej – MUDr. Karel Sova ml.
- Daniela Kolářová – Kateřina Sovová
- Ladislav Chudík – MUDr. Karel Sova st.

### Rodina Pěnkavova a Horvátova
- Josef Dvořák – Václav Pěnkava
- Iva Janžurová – Marta Pěnkavová
- Aleš Říha – Matěj Pěnkava
- Gabriela Csinová – Kamila Horvátová
- Igor Čillík – otec Horvát
- Karol Csino – bratr Kamily
- Marek Ronec – bratr Kamily
- Daniel Margolius – Milo

### Rodina Králova a Kloboukova
- Jana Štěpánková – MUDr. Dana Králová
- Zuzana Dřízhalová – Eliška Králová
- Radek Zima – MUDr. Hynek Klobouk
- Jiří Schmitzer – otec Klobouk
- Lenka Termerová – matka Klobouková

### Rodina Hamouzova a Čeňkova
- Eliška Balzerová – MUDr. Alžběta Čeňková
- Marek Vašut – pan Hamouz
- Kristýna Kornová – Pavlínka Hamouzová
- Elin Špidlová – paní Hamouzová

### Rodina Machovcova
- Tomáš Töpfer – MUDr. Miroslav Machovec
- Barbora Hrzánová – MUDr. Alexandra "Saša" Machovcová

### Zaměstnanci nemocnice

#### Lékaři
- Robert Jašków – MUDr. Novosad
- Daniela Šinkorová – MUDr. Naďa Šulcová
- Zuzana Bydžovská – primářka gynekologie
- Dana Hlaváčová – lékařka
- Jiří Strach – lékař v sanitce

#### Zdravotní sestry
- Adéla Pristášová – Monika
- Monika Zoubková – Sůva
- Renata Rychlá – Zuzka
- Jitka Sedláčková – Andrea
- Jana Sováková – Áňa
- Jana Vyšohlídová – Klára
- Eliška Nezvalová – zdravotní sestra
- Naďa Konvalinková – Máša
- Hana Briešťanská – zdravotní sestra na operačním sále
- Claudia Vašeková – zdravotní sestra

#### Další zaměstnanci
- Taťjana Medvecká – sekretářka primáře Irena Součková
- Hana Čížková – sekretářka ředitele
- Josef Somr – ředitel Ing. Pekař
- Jiří Langmajer – zástupce ředitele Ing. Verner
- Josef Vinklář – ředitel MUDr. Cvach

### Ostatní
- František Němec – MUDr. Řehoř
- Miroslav Táborský – novinář Chalupa
- Jaromír Hanzlík – starosta Boru Roman Jáchym
- Barbora Fišerová – asistentka starosty
- Simona Postlerová – paní Vernerová
- Jiří Hálek – pan Vojíř st.
- Martin Dejdar – pan Vojíř ml.
- Lubomír Lipský – mariášový dědek
- Otto Lackovič – mariášový dědek
- Stanislav Zindulka – mariášový dědek
- Pavel Nečas – pan Adámek
- Kristýna Luťanská – paní Adámková
- Jaroslav Šmíd – pan Beránek
- Oldřich Navrátil – pan Sládeček
- Jaromír Dulava – organizátor pokeru
- Roman Hemala – pacient
- Miroslava Babůrková – pacientka
- Viola Zinková – pacientka
- Vladimír Hrabánek – podnikatel-podvodník
- Nina Divíšková – vědma
- Gregor Bauer
- Ernesto Čekan
- Michal Gulyáš
- Martin Janouš
- Lenka Košícká
- Dáša Kouřilová
- Pavel Kříž
- Maxim Mededa
- Pavlína Mourková
- Jaroslava Obermaierová
- Jaroslava Pokorná
- Alena Procházková
- Bára Růžičková
- Jana Synková
- Daniel Šváb
- Petr Vršek
- Luděk Závora

## Epizody
- 1. díl – Tajemství
- 2. díl – Pomluva
- 3. díl – Balvan
- 4. díl – Druhá rodina
- 5. díl – Zpověď
- 6. díl – Čistka
- 7. díl – Past
- 8. díl – Útěky
- 9. díl – Start
- 10. díl – Synové
- 11. díl – Zatnuté zuby
- 12. díl – Diagnóza
- 13. díl – Slib